# Datorkrigsspel
Datorkrigsspel (av engelska: computer wargame) är en subgenre av strategidatorspel som fokuserar på strategiskt tänkande och verklighetstrogen taktik. Många av de tidigaste datorspelen på 1970-talet var krigsspel, ofta direkt inspirerade av de då i USA populära brädkrigsspelen. Under tidigt 1980-tal var många av spelen mer eller mindre påverkade av skräcken för att det kalla kriget, som mellan 1979 och 1985 präglades av en ny kapprustningtid, skulle utvecklas till en väpnad konflikt.
Till en början var de i stort sett försök att göra om brädspelen till datorspel. De allra tidigaste spelen var helt textdrivna. Några sådana textspel såldes tillsammans med bräde och spelpjäser och spelaren fick själv flytta pjäserna enligt instruktioner på skärmen för att få en överblick av vad som hände i spelet. Brädspelslika datorspel har med några få undantag (till exempel Panzer General) inte haft några stora framgångar sedan mitten av 1980-talet, medan till exempel realtidsstrategispelen med krigstema har klarat sig bättre.

## Exempel på spel i genren
- Panzer General - (Strategic Simulations, Inc., 1994)
- Steel Panthers - (Strategic Simulations, Inc., 1995)
- Close Combat - (Microsoft, 1996)
- Combat Mission - (Big Time Software, 2000)
- Hearts of Iron - (Paradox Interactive, 2002)
- Hegemony - (Longbow Digital Arts, 2011)

### Fotnoter
1. ↑  Ryan Lambie (17 september 2013). ”10 unique videogames from the Cold War” (på engelska). Denofgeek. http://www.denofgeek.com/games/cold-war/27286/10-unique-videogames-from-the-cold-war. Läst 12 augusti 2016.